# Serrat de la Sella
El serrat de la Sella és una serra del Prepirineu el vessant nord de la qual pertany al municipi de Josa i Tuixén (Alt Urgell) i el vessant sud al de la Coma i la Pedra (Solsonès), amb una elevació màxima a la Roca de Migdia de 1.870,3 metres.
Amb orientació predominat W-E, la carena s'estén des de Coll de Port (extrem oest)fins al Coll de la Moixa (extrem est) punt en el qual es connecta amb la serra del Verd, serra de la qual es pot considerar com la perllongació cap al costat de ponent. .